# Gravity Recovery and Interior Laboratory
Pour les articles homonymes, voir GRAIL.
Gravity Recovery and Interior Laboratory (GRAIL) est une mission spatiale américaine du programme Discovery de la NASA qui a réalisé un relevé très détaillé du champ de gravité de la Lune pour déterminer la structure interne de celle-ci. GRAIL utilise à cet effet deux sondes spatiales, baptisées Ebb et Flow, qui sont placées en orbite autour de la Lune. La charge utile est identique à celle des satellites GRACE utilisés pour effectuer une analyse similaire du champ de gravité terrestre tandis que la plateforme dérive de celle du démonstrateur technologique XSS 11. Les deux sondes ont été lancées simultanément par une fusée Delta le 10 septembre 2011 depuis la base de lancement de Cap Canaveral. Après un transit de trois mois et demi par le point de Lagrange L1, les deux sondes placées en orbite basse autour de la Lune entament leur mission scientifique d'une durée de 90 jours.
Les sondes, en mesurant les variations de distance entre elles, permettent de dresser une carte précise du champ de gravité lunaire. Ces éléments, après rapprochement avec des données provenant d'autres sources, fournissent un éclairage sur l'épaisseur, la composition et la forme des différentes strates internes de la Lune. La mission s'est achevée le 17 décembre 2012 avec l'écrasement volontaire de Ebb et Flow sur le sol lunaire. Les sondes spatiales GRAIL sont construites par Lockheed Martin sous la maîtrise d'ouvrage du Jet Propulsion Laboratory (NASA). Le volet scientifique est placé sous la direction du Massachusetts Institute of Technology.

## Contexte
GRAIL est la onzième mission sélectionnée dans le cadre programme Discovery de la NASA le 11 décembre 2007. Les missions spatiales Discovery sont des missions d'exploration robotisées du système solaire très ciblées et peu onéreuses : le coût fixé à l'avance doit être inférieur à 450 millions de dollars (en 2011) en excluant les coûts de lancement. Le responsable scientifique est Maria Zuber, du Massachusetts Institute of Technology. La construction de la sonde est confiée à Lockheed Martin tandis que la maîtrise d'ouvrage est assurée par le centre Jet Propulsion Laboratory (NASA).

## Objectifs scientifiques

Comparaison entre la structure interne de la Terre et de la Lune.

Les objectifs principaux de la mission sont :
- connaître la structure interne de la Lune depuis son cœur jusqu'à la croûte ;
- avoir une connaissance fine de l'évolution thermique de la Lune.

Les objectifs secondaires sont :
- extrapoler, à partir de la connaissance du comportement thermique de la Lune, celui des autres planètes ;
- grâce à la cartographie du champ de gravité, limiter les risques courus par les futures missions lunaires, habitées ou non, en déterminant avec plus de précision la trajectoire des engins[2].

Six investigations scientifiques sont menées :
- cartographier la lithosphère de la Lune, c'est-à-dire la couche superficielle rigide constituée par la croûte et la partie supérieure du manteau. L'épaisseur de la lithosphère fournit des informations sur les conditions thermiques ayant régné à différentes époques au sein de la Lune ;
- comprendre l'évolution thermique asymétrique de la Lune : la croûte de la Lune est moins épaisse sur la face visible de la Lune que sur sa face cachée à l'exception du bassin Pôle Sud-Aitken ;
- déterminer la structure de la croûte sous les bassins d'impact et comprendre l'origine des mascons ;
- déterminer l'évolution du magmatisme lunaire ;
- mesurer les déformations des strates internes de la Lune sous l'influence des forces de marée créées par la Terre et en déduire des informations sur ces structures ;
- estimer la taille éventuelle d'un cœur solide au sein du cœur liquide de la Lune.

## Principes de fonctionnement des sondes GRAIL
La Lune, comme les autres corps célestes, n'est pas un objet parfaitement sphérique, et sa structure interne n'est pas non plus de symétrie sphérique, c'est-à-dire formée de couches homogènes et d'égales épaisseurs. La pesanteur varie en fonction du lieu où elle est mesurée, ce qui montre que la répartition des masses à l'aplomb et autour du point de mesure varie d'un lieu à l'autre ; cette observation se modélise et s'explique par l'identification et la quantification des profils verticaux de densité (densité en fonction de la profondeur), profils qui varient (plus ou moins « légèrement ») d'un lieu à un autre de la surface lunaire. On les décrit à l'aide de différentes « strates » ou « enveloppes » lunaires, ayant des profondeurs et des densités différentes, et parfois des épaisseurs et profondeurs variables. Ces variations induisent des écarts de la gravité locale atteignant 0,5 % de la gravité moyenne. Elles reflètent également la présence de réplétions (zones ayant une densité plus importante) sous les mers lunaires. Ainsi, en mesurant les variations de la pesanteur tout autour de la Lune, peut-on déterminer les variations de densité en son intérieur et en déduire sa structure interne.
Pour mesurer les variations du champ de gravité, les sondes GRAIL reprennent le principe de fonctionnement des satellites GRACE qui ont effectué en 2002 une mesure détaillée du champ de gravité de la Terre. Les sondes GRAIL tournent autour de la Lune sur une orbite basse de 50 km d'altitude avec une période de 113 minutes. Les deux sondes partagent la même orbite et sont écartées l'une de l'autre d'une distance qui est comprise entre 75  et   225 km selon les phases de la mission. Les variations du champ de gravité lunaire modifient cette distance. Les deux sondes mesurent en permanence leur écartement à l'aide d'ondes électromagnétiques émises dans la bande Ka. Les données résultantes permettent de détecter avec une grande précision les irrégularités du champ de gravité lunaire.

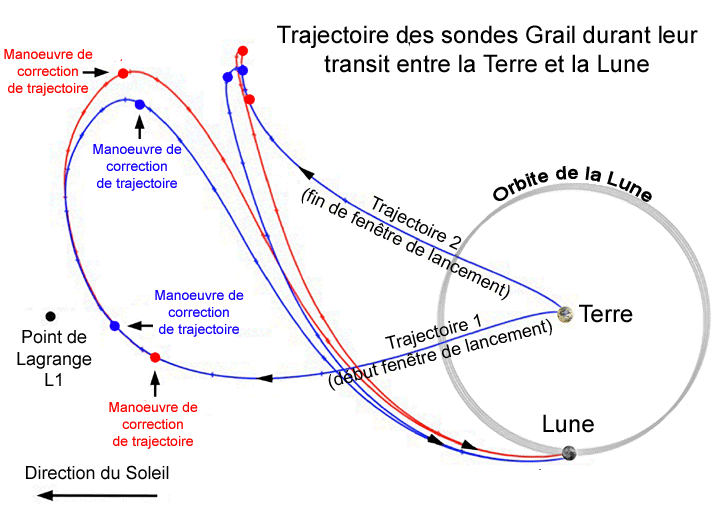
Pour se placer en orbite autour de la Lune les sondes transitent par le point de Lagrange L1.
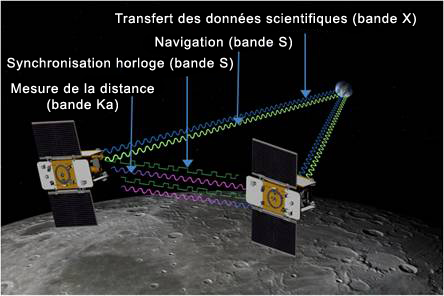
Fonctionnement des sondes GRAIL.

## Caractéristiques techniques

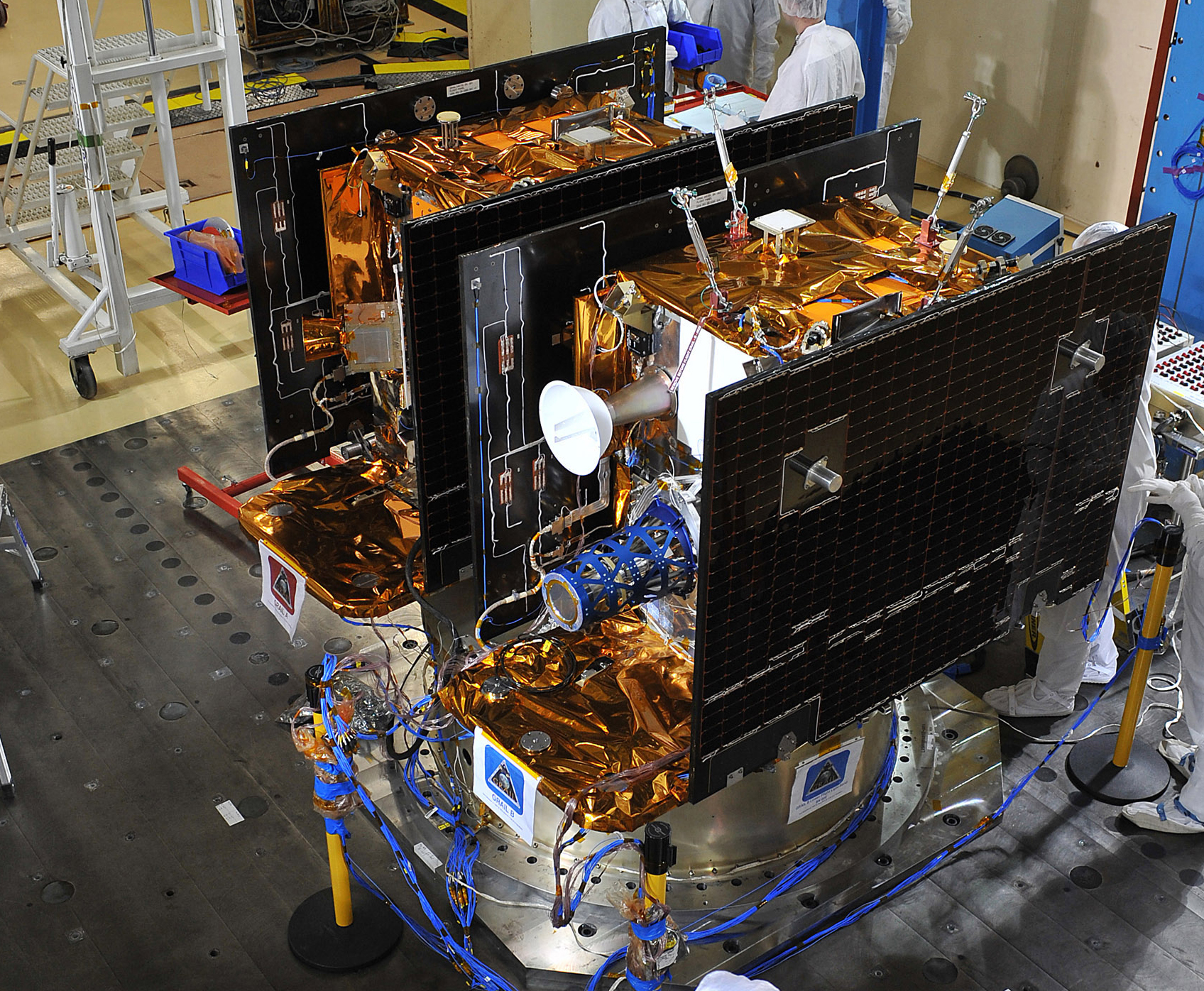
Les deux satellites GRAIL en cours de préparation pour leur lancement.

Chacune des deux sondes est à peu près de la taille d'un lave-linge (1,09 × 0,95 × 0,76 m) et a une masse de 307 kg dont 107 kg de carburant et d'hélium. Elles sont pratiquement identiques mis à part la position des antennes et détecteurs car les deux satellites doivent pointer leur antenne en bande Ka l'une vers l'autre. La plateforme reprend la conception du démonstrateur technologique Experimental Small Satellite-11 développé par l'Armée de l'Air américaine tandis que l'avionique est dérivée de celle de la sonde Mars Reconnaissance Orbiter. Les sondes GRAIL sont stabilisées 3 axes et utilisent à cet effet un viseur d'étoiles, un senseur solaire, des roues de réaction et une centrale à inertie. L'énergie électrique est fournie par deux panneaux solaires fixes déployés une fois les sondes en orbite qui fournissent 763 watts. L'énergie est stockée dans une batterie Lithium-Ion de 16 ampères-heures pour permettre à la sonde de fonctionner lorsqu'elle est située dans l'ombre de la Lune. Le système de propulsion utilisé pour l'insertion en orbite lunaire et les modifications de trajectoire est constitué d'un moteur-fusée consommant de l'hydrazine tandis que les corrections de l'orientation sont prises en charge par huit petits moteurs éjectant des gaz chauds. Le système de télécommunications comprend :
- deux antennes en bande S pour communiquer avec la Terre ;
- deux antennes doppler en bande X pour les mesures de la distance avec la Terre lorsque les sondes se trouvent du côté de la face cachée de la Lune ;
- une antenne en bande S qui émet un signal permettant de synchroniser les horloges des sondes et sur Terre ;
- une antenne en bande Ka permettant de mesurer avec une grande précision la distance entre les deux sondes.

Les deux paires d'antenne (bande S et bande X) sont constituées d'une antenne située sur la face éclairée de la sonde et d'une antenne montée sur la face de la sonde située à l'ombre. L'antenne située sur la face éclairée est tournée vers la Terre lors de la pleine Lune tandis que l'autre antenne l'est à la nouvelle Lune. Ce système permet d'éviter un mécanisme de rotation des antennes qui affecterait le barycentre de la sonde et perturberait les mesures effectuées,.
La charge utile comprend deux éléments : le LGRS (en anglais : Lunar Gravity Ranging System) qui constitue l'instrument scientifique et la caméra MoonKAM utilisée à des fins éducatives. Le LGRS est identique à l'instrument utilisé par le satellite GRACE pour sa mission de relevé du champ de gravité terrestre.

## Déroulement de la mission

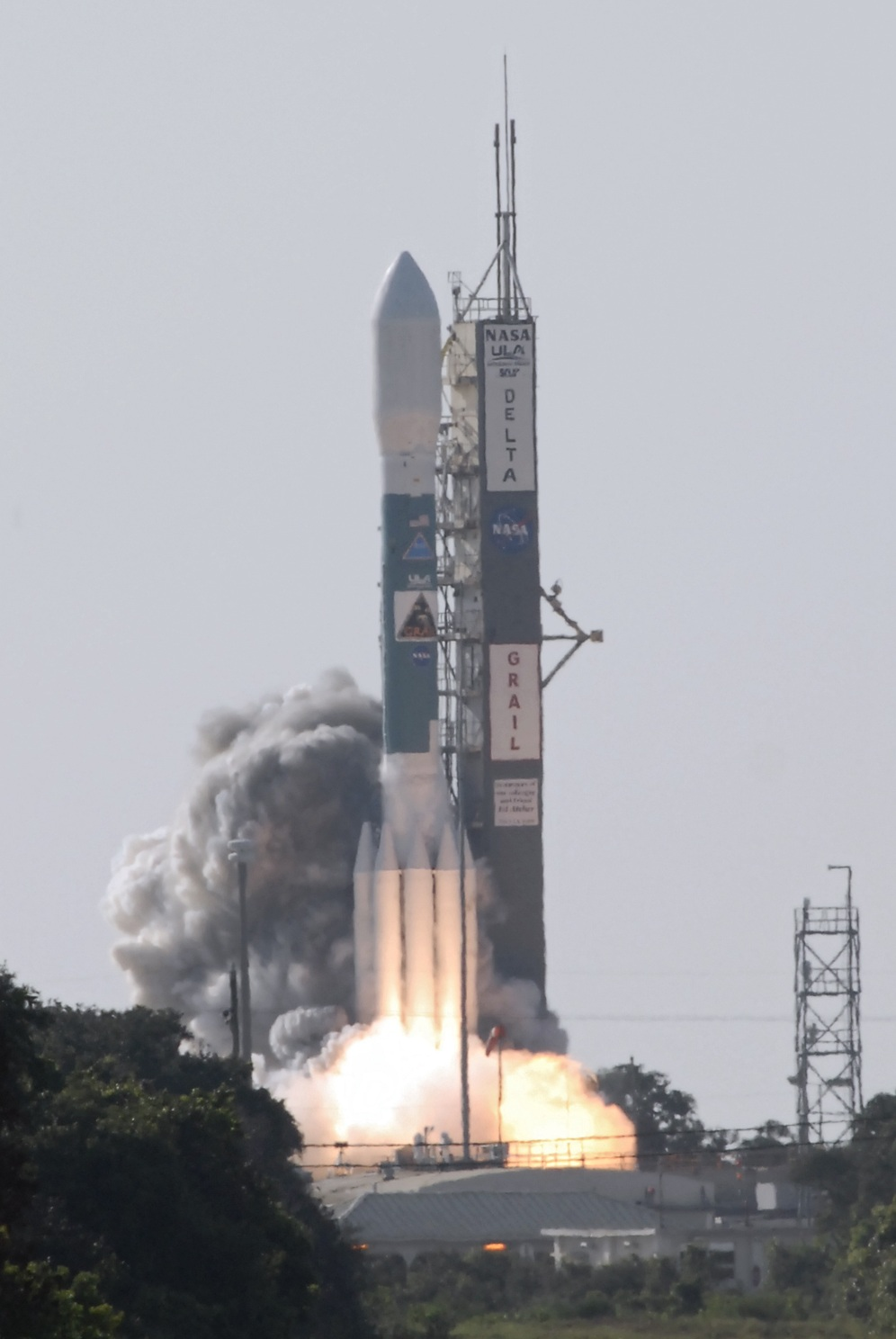
Lancement de GRAIL à bord d'une fusée.

### Le transit vers la Lune
Les deux sondes ont été lancées simultanément par une fusée Delta le 10 septembre 2011 depuis la base de lancement de Cap Canaveral. Les deux sondes pour accomplir leur mission doivent circuler sur une orbite basse quasi circulaire autour de la Lune. Contrairement aux satellites GRACE, les sondes GRAIL ne sont pas solidaires jusqu'à leur mise à poste. Elles suivent des trajectoires indépendantes puis, après une vingtaine de corrections de trajectoire à l'aide de leurs moteurs, elles se rejoignent sur une orbite commune. Pour rejoindre cette orbite, elles suivent une trajectoire complexe d'une durée de trois mois et demi qui passe par le point de Lagrange L1 du système Lune-Terre. L'objectif est à la fois d'économiser du carburant, de permettre un dégazement complet des sondes (libération des bulles de gaz piégées dans la structure de l'engin spatial) pour ne pas perturber les mesures et afin de stabiliser la température des horloges pour une meilleure précision de celles-ci. GRAIL-A, la première sonde, arrive à proximité de la Lune le 31 décembre 2011 et GRAIL-B 25 heures plus tard. Ces dates sont indépendantes de la date de lancement. Les sondes passent les deux mois suivants à modifier la forme de celle-ci pour passer d'une orbite elliptique haute d'une période de 11,5 heures à une orbite basse circulaire de moins de deux heures. La durée de la mission scientifique qui commence le 8 mars 2012 est de 82 jours : elle est limitée par l'évolution de la position du Soleil vis-à-vis des sondes et de la Lune. Les sondes commencent par une orbite très basse à 15 km d'altitude qui est portée progressivement de manière naturelle à 50 km avant d'être de nouveau abaissée. La distance entre les sondes varie également passant de 85  à   225 km puis retournant à 65 km,. Le 17 janvier, les deux sondes spatiales sont rebaptisées Ebb (reflux) et Flow (flux). Ces noms de baptême ont été choisis par les élèves d'une école primaire de Bozeman dans l’État du Montana à la suite d'un concours national lancé par la NASA. Le 7 mars, les deux sondes spatiales entament leur mission scientifique qui doit durer 85 jours.

### Prolongation de la mission
Le 29 mai, la mission principale assignée aux deux sondes spatiales s'achève après un recueil de données qui a duré 89 jours. GRAIL a fourni à ce stade 99,99 % des données que ses instruments étaient en mesure de collecter. Les instruments sont éteints jusqu'au 30 août pour permettre aux satellites de survivre à l'éclipse du 4 juin qui doit modifier les conditions thermiques rencontrées jusque-là. Les deux sondes sont réactivées le 30 août pour une extension de leur mission dont l'objectif est de fournir des informations encore plus détaillées sur le champ gravitationnel lunaire. À cet effet, l'altitude moyenne de Ebb et Flow est abaissée à 23 km ce qui leur fait survoler les pics les plus élevés de la Lune à une distance d'environ 8 km.

### Fin de la mission
La NASA a décidé de mettre fin à la mission qui a entièrement rempli ses objectifs en dressant une carte à haute résolution du champ gravitationnel lunaire. Les deux sondes spatiales placées sur une orbite très basse ne disposent plus d'assez de carburant pour remplir de nouveaux objectifs. Il est prévu que les deux sondes spatiales s’écrasent sur une montagne lunaire située près du cratère Goldschmidt le 17 décembre 2012. Les deux sondes se sont écrasées sur le sol lunaire à une vitesse de 1,7 km/s à 20 secondes d'intervalle et à 3 km de distance l'une de l'autre. Le site a été baptisé par la NASA Sally Ride du nom de la première astronaute américaine décédée en 2012. Aucune image de l'événement ne sera retransmise car cette partie de la Lune est plongée dans l'obscurité au moment de cet événement. Avant ce moment final, Ebb et Flow doivent mener une ultime expérience en brulant le carburant pour déterminer la quantité restante. Cela devrait permettre à la NASA d'améliorer les modèles utilisés pour estimer la consommation d'ergols des futures missions,.

## Résultats scientifiques
Les deux sondes de la mission GRAIL ont permis de réaliser une cartographie du champ gravitationnel de la Lune dont le niveau de détail est sans équivalent dans le système solaire. Cette carte fournit des informations détaillées sur la structure et la composition internes de la Lune. Elle permet de mieux comprendre comment la Terre et les autres planètes rocheuses du système solaire se sont formées et ont évolué. Cette carte permet également de mettre en évidence un grand nombre de structures qui n'avaient jusque-là pas été identifiées telles que des formes tectoniques, des volcans, des bassins, des pics centraux de cratère et de nombreux cratères simples en forme de bol. Les scientifiques ont pu constater ainsi que le champ gravitationnel lunaire est différent de celui de toute autre planète terrestre du système solaire car ses variations sont systématiquement corrélées avec les caractéristiques de la topographie lunaire : cratères, failles ou montagnes. Le champ gravitationnel lunaire a notamment préservé la trace du grand bombardement qui a affecté toutes les planètes terrestres et met en évidence les fractures suscitées par ces événements qui s'étendent jusqu'aux couches inférieures de la croute et parfois jusqu'au manteau. Ces traces d'impact sont désormais précisément mesurées sur la Lune. GRAIL a permis de découvrir que la densité de la croute au niveau des Terres lunaires (les hauts-plateaux) était nettement plus faible que ce qui était attendu et néanmoins recoupe les valeurs obtenues à partir des échantillons ramenés par les équipages des missions lunaires du programme Apollo. Grâce à la mesure de la densité, l'épaisseur moyenne de la croute lunaire a pu être estimée : avec une valeur comprise entre 34  et   43 kilomètres elle est plus mince de 10  à   20 km que ce qui était attendu. Cette caractéristique rapproche la composition de la Lune de celle de la Terre et renforce la théorie d'une formation de la Lune à partir de matériaux terrestres éjectés à la suite d'un impact gigantesque au début de l'histoire du système solaire. Les données de GRAIL ont également mis en évidence des structures longues de plusieurs centaines de kilomètres et étroites qui n'avaient pas été identifiées lors des études précédentes. Il s'agit de dykes, constitués de magma solidifié. Ces dykes font partie des structures les plus anciennes de la Lune et la compréhension de leur genèse devrait fournir un éclairage important sur les débuts de l'histoire géologique de la Lune,

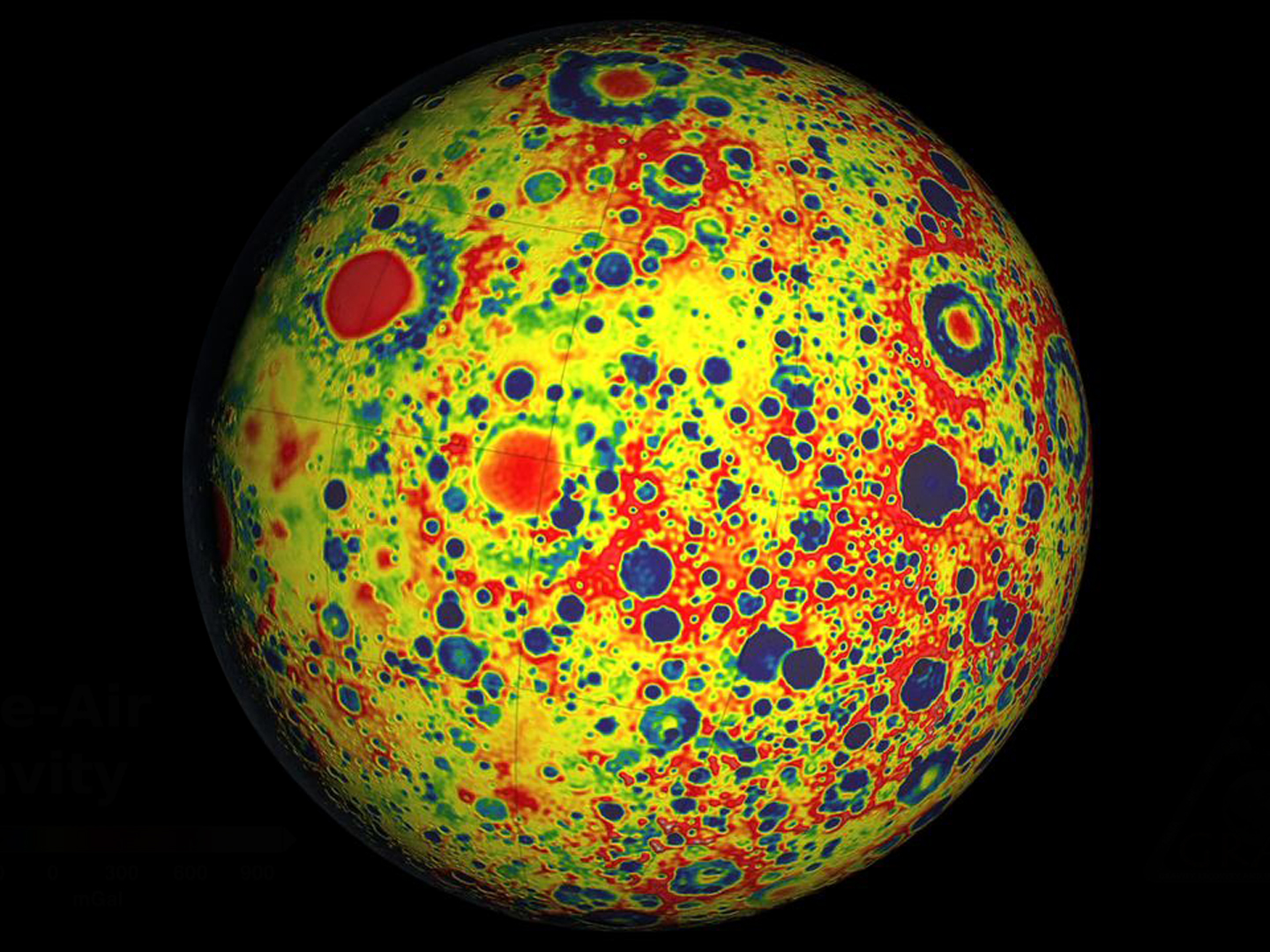
Carte du champ gravitationnel : en rouge excès de masse, en bleu déficit de masse.
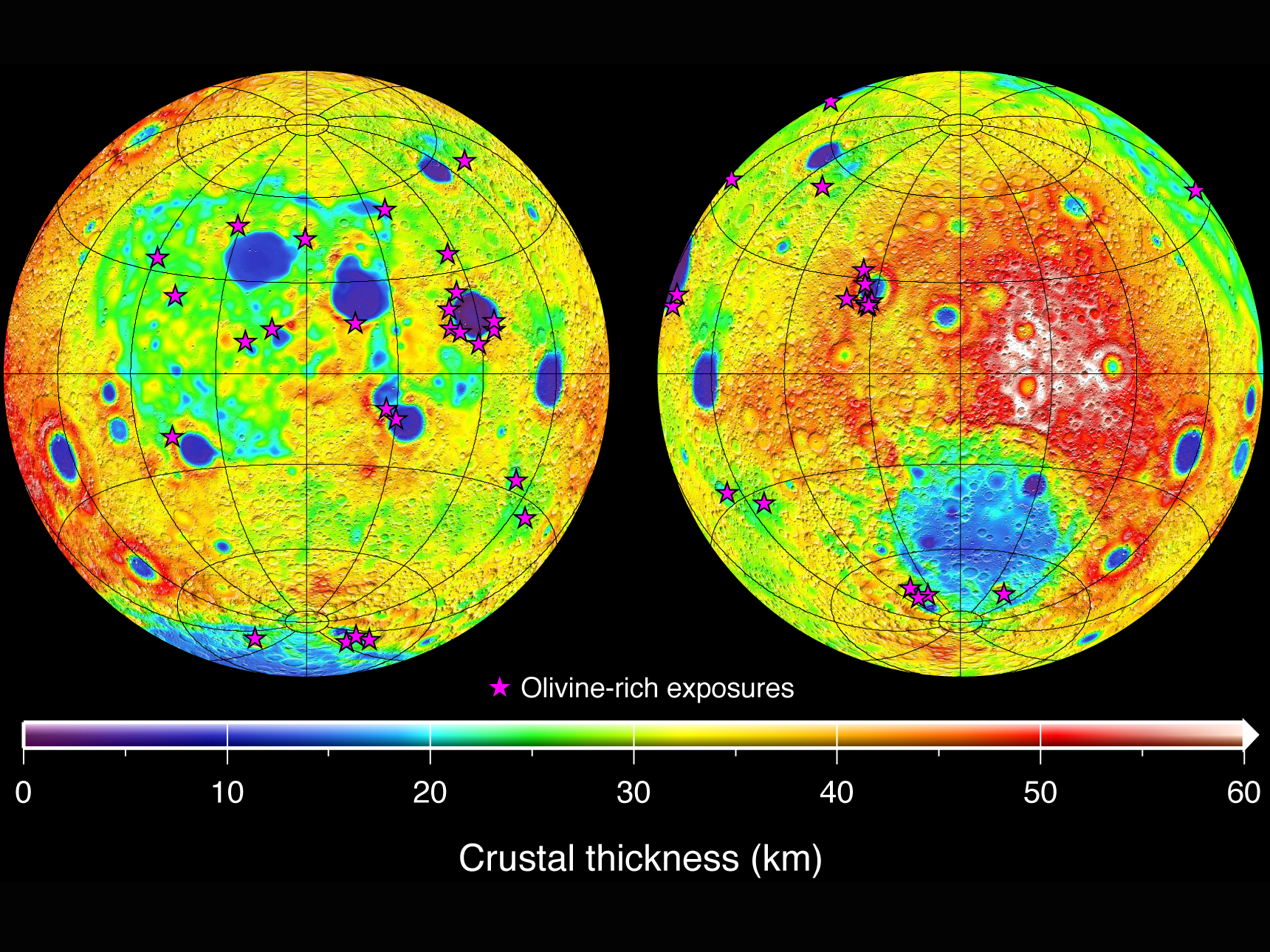
Épaisseur de la croute lunaire : les régions à la croute peu épaisse (parfois moins de 1 km) sont en bleu, à l'opposé les régions en rouge comportent une croute plus épaisse que la moyenne.
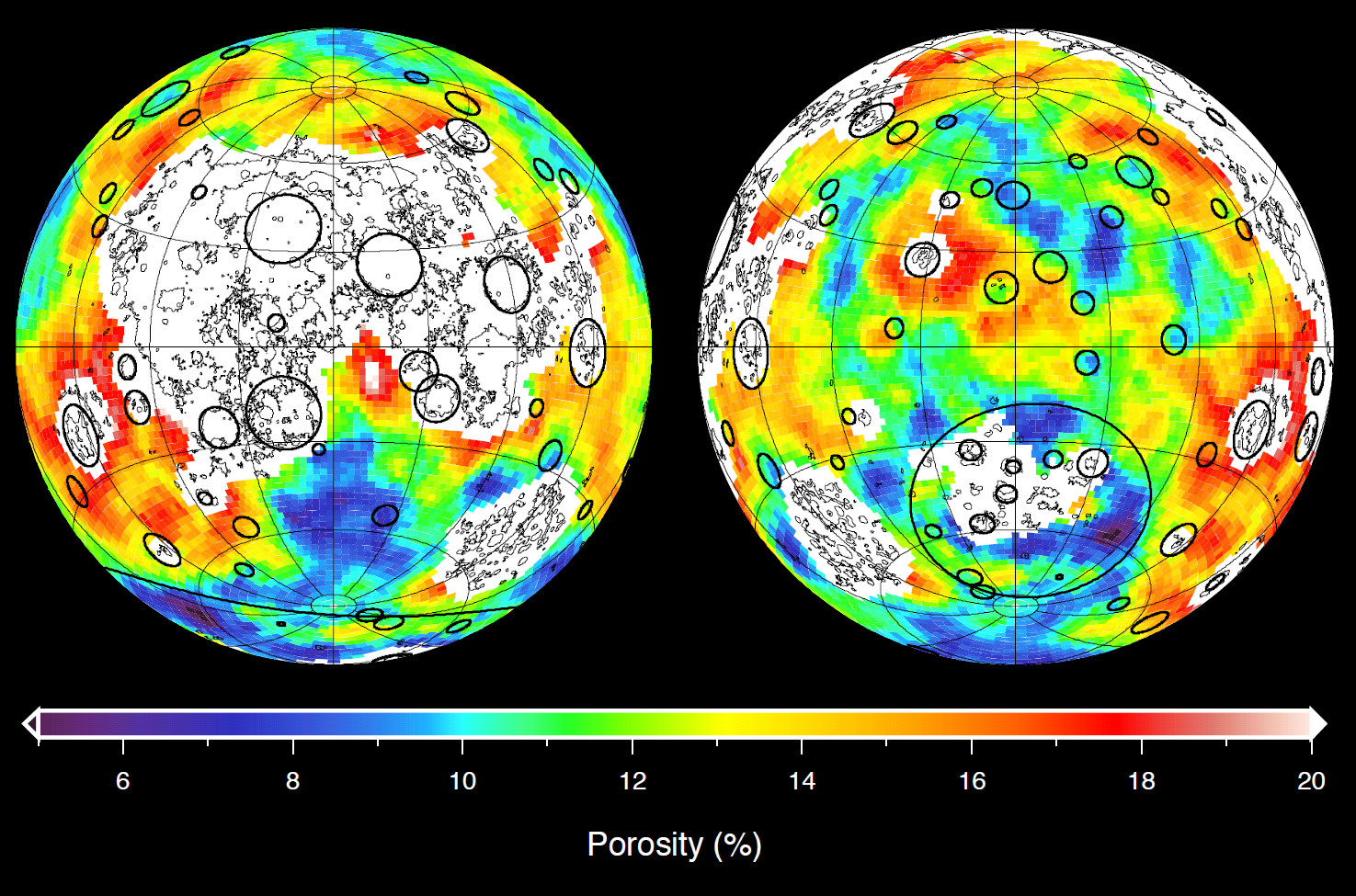
Porosité de la croute lunaire : en rouge les régions les plus poreuses, en bleu les moins poreuses.